# Gare de Damblain
La gare de Damblain était une gare ferroviaire française de la ligne de Merrey à Hymont - Mattaincourt, située sur le territoire de la commune de Damblain, dans le département des Vosges en région Grand Est.
C'était une halte voyageurs de la Société nationale des chemins de fer français (SNCF) desservie par des trains TER Grand Est.

## Situation ferroviaire
Établie à 369 mètres d'altitude, la gare de Damblain est située au point kilométrique (PK) 36,941 de la ligne de Merrey à Hymont - Mattaincourt, entre les gares ouvertes de Merrey, s'intercale la halte fermée de Colombey-lès-Choiseul, et de Rozières-sur-Mouzon.

## Histoire

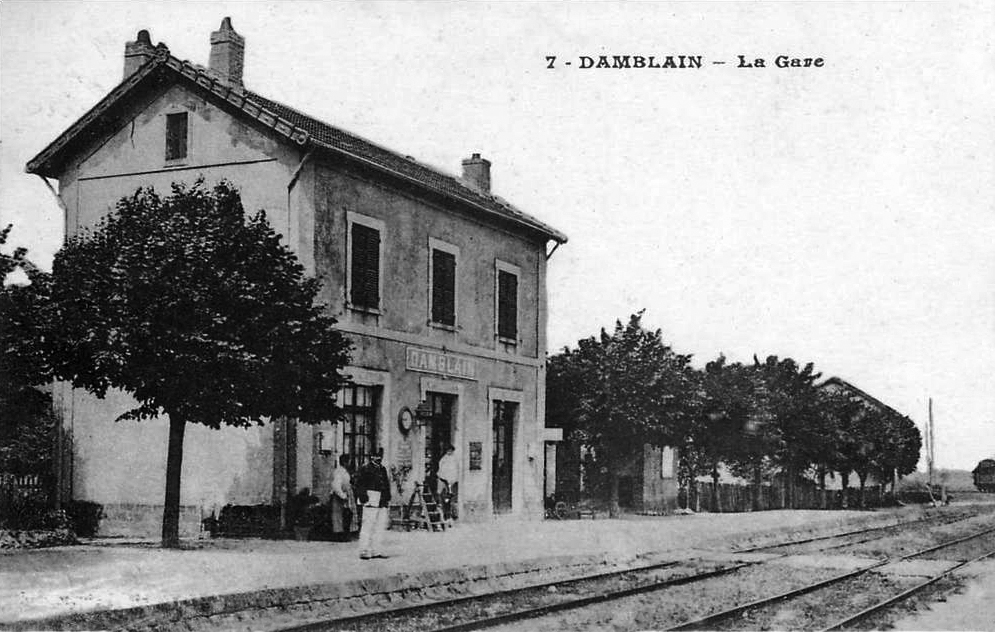
La gare vers 1910. Editions C.L.B

La gare de Damblain est mise en service le 1er mars 1881, lors de l'ouverture à l'exploitation de la « ligne stratégique » de Mirecourt à Chalindrey par la compagnie des chemins de fer de l'Est qui en a l'exploitation provisoire avant d'en devenir concessionnaire en 1883. Le tracé passant par Damblain a été imposé par les militaires et l'ingénieur Marx, contre notamment l'avis de la chambre de commerce. La gare comporte des installations militaires (quais et voies) réalisées par la compagnie de l'Est. 
La gare est alors desservie par trois trains dans chaque sens.
Elle devient une simple halte voyageurs au cours du XXe siècle.
En 2015 c'est une gare voyageurs d'intérêt local (catégorie C : moins de 100 000 voyageurs par an de 2010 à 2011), qui dispose de deux quais (X et Y).

## Service des voyageurs

### Accueil
C'est une halte SNCF, point d'arrêt non géré (PANG) à entrée libre.
La traversée des voies et le passage d'un quai à l'autre s'effectuent par le passage à niveau routier.

### Desserte
Damblain était une halte du réseau TER Grand Est, desservie par des trains régionaux de la relation Nancy-Ville - Culmont-Chalindrey.

### Intermodalité
Le stationnement des véhicules est possible à proximité.

## Patrimoine ferroviaire
Le bâtiment voyageurs, du type standard pour les haltes et petites gares de la Compagnie des chemins de fer de l'Est, a été démoli. La halle à marchandises et la maison du garde-barrière sont toujours présents en 2018.